# جونسویل (کارولینای شمالی)
جونسویل (به انگلیسی: Jonesville) شهری در ایالت کارولینای شمالی کشور ایالات متحده آمریکا است که جمعیت آن در سرشماری سال ۲۰۱۰ میلادی، ۲٬۲۸۵ نفر بوده‌است.